# 턴 엑스
턴 엑스(영어: Turn X, 일본어: ターンX)는 TV 애니메이션 및 극장판 애니메이션 《턴에이 건담》에 등장하는 모빌 슈트(MS)로 분류되는 가공의 유인 조종식 인간형 로봇 병기이다.
월면국가 문 레이스의 깅가남 함대가 보유한 모빌 슈트이다. 달의 미운틴 사이클에서 발굴된 고대 병기 중 하나이며, 한 문명을 멸망시킬 수 있을 만큼의 압도적인 힘을 지니고 있다. 작품 내에서는 깅가남 함대의 총사령관인 김 깅가남이 직접 탑승해 주인공인 로랑 세아크가 탑승하는 형제기 턴에이 건담과 사투를 벌인다.

## 같이 보기
- 턴에이 건담 (모빌슈트)